# Nevo de bulto de goma azul
El Síndrome del Nevus Azul o SNA (BRBNS o Blue rubber bleb nevus) o Síndrome de Bean es una patología rara de la piel, potencialmente fatal, pero de fácil diagnóstico.
Fue el primero en describirlo en 1860 el dermatólogo inglés George Gaskoin, pero se llama así por William Bennet Bean, quien lo documentó más exhaustivamente en 1958.
Se trata de un síndrome de la piel que se caracteriza por la aparición de uno o varios nódulos de color azul muy susceptibles a hemorragias fatales. Está asociado a hemangiomas del tracto digestivo. Las complicaciones asociadas son hemorragias gastrointestinales que ocasionan anemias ferropénicas, amputación de las extremidades, lesiones oculares, intususcepción y desórdenes ortopédicos. Puede ocurrir dolor nocturno e hiperhidrosis regional.  
Se puede observar en ambos sexos durante el estadio temprano de la niñez. Pueden aparecer desde uno hasta cientos de pequeños nódulos subcutáneos de consistencia semejante al caucho, que hacen prominencia en forma de pequeños pólipos acompañados de melena recurrente y palidez cutaneomucosa.
Desde el punto de vista anatomopatológico se trata de hemangiomas o hamaromas venosos de aspecto polipoideo de la piel, intestino delgado y colon, pulmón, riñón, peritoneo y musculatura esquelética. Ocasionalmente se encuentran en el hígado, bazo y sistema nervioso central.
La etiología es genética monogénica y se ha comprobado que se trasmite por herencia autosómica dominante.

## Características
1. Hemangiomas cavernosos cutáneos semejantes a vejigas de goma, azuladas, que se localizan en cualquier parte del cuerpo incluso región subungueal.
2. Dolores nocturnos esporádicos.
3. Sudación intensa supralesional que puede ser muy intensa.
4. Hemorragias cuando coexisten hemangiomas cavernosos intestinales, que son múltiples y sangran fácilmente. También pueden localizarse en pulmón, hígado, riñón, peritoneo y musculatura esquelética.
5. Se ha descrito asociación con meduloblastomas y fibrosarcomas.